# Mistelwiesengraben
Der Mistelwiesengraben ist ein etwa 3,4 km langer, nördlicher und linker Zufluss der Stunzach im Gebiet der Städte Sulz am Neckar im Landkreis Rottweil und Haigerloch im Zollernalbkreis.

## Geographie

### Verlauf
Der Ursprung des Mistelwiesengrabens befindet sich nahe dem Kloster Kirchberg am Eisenbühl auf einer Höhe von ca. 577 m ü. NHN. Von dort fließt er in südöstliche Richtung und nimmt östlich des Klosters einen namenlosen Bach auf, der als Abfluss der Klosterteiche dient. Weiter bachabwärts mündet der Kuttelbrunnen von rechts und Südwesten. Westlich von Gruol wendet sich die Fließrichtung nach Süden. Er unterquert die Landesstraße 390 und mündet kurz darauf auf einer Höhe von ca. 463 m ü. NHN von links und Norden in die Stunzach.
Der 3,4 km lange Lauf des Mistelwiesengrabens endet 114 Höhenmeter unterhalb seiner Quelle, er hat somit ein mittleres Sohlgefälle von etwa 33 ‰.

### Einzugsgebiet
Das ca. 4,6 km² große Einzugsgebiet liegt naturräumlich gesehen an der Grenze von Oberen Gäuen und Südwestlichem Albvorland. Sein höchster Punkt liegt im Westen auf dem Wandbühl auf einer Höhe von 625,9 m ü. NHN. Im Nordwesten grenzen die Einzugsgebiete von Mühlbach und Weiherbach an, die zum Neckar entwässern. Im Süden und Osten grenzt es an das Einzugsgebiet der Stunzach, während im Norden die Eyachzuflüsse Butzengraben und Laibebach konkurrieren.

### Zuflüsse
Hierarchische Liste, jeweils von der Quelle zur Mündung.
- (Bach aus den Kirchberger Klosterweihern), von rechts und Südwesten
- Kuttelbrunnen, von rechts und Südwesten
- (Graben aus dem Zimmertal) von rechts und Westen

### LUBW
Amtliche Online-Gewässerkarte mit passendem Ausschnitt und den hier benutzten Layern: Lauf und Einzugsgebiet des Mistelwiesengrabens

Allgemeiner Einstieg ohne Voreinstellungen und Layer: Daten- und Kartendienst der Landesanstalt für Umwelt Baden-Württemberg (LUBW) (Hinweise)
1. 1 2 3  Höhe ermittelt über WPS-Prozess (Geländehöhe).
2. ↑  Länge nach dem Layer Gewässernetz (AWGN).
3. ↑  Einzugsgebiet nach dem Layer Basiseinzugsgebiet (AWGN).

### Andere Belege
1. ↑  Friedrich Huttenlocher: Geographische Landesaufnahme: Die naturräumlichen Einheiten auf Blatt 178 Sigmaringen. Bundesanstalt für Landeskunde, Bad Godesberg 1959. → Online-Karte (PDF; 4,3 MB)